# 平能宗
平能宗（1178年？—1185年6月6日）日本平安時代末期平家一門的武將。他是平家首領平宗盛的次子，位階從五位上。
幼名副將丸。由於平宗盛希望他在未來討伐朝敵的時候，以異母兄平清宗為大將，以其為副將，故而得名。他出生時母親便逝世，平宗盛很疼愛他，片刻不離。年幼的時候便昇從五位，1183年平家一門逃離京都的時候被解職。
平家在壇之浦之戰滅亡，與父、兄一起被源氏俘虜。在河越重房的干預下，平能宗在京都六條河原被殺。其死法，一說為斬首，一說為柴漬。（把木柴綁在人身上，將人投入水中淹死。）根據《平家物語》記載，當時他只有8歲；但《吾妻鏡》則記載只有6歲。